# Angelo Stano
Angelo Stano (Santeramo in Colle, Bari, Italia, 5 de enero de 1953) es un historietista, ilustrador y docente italiano.

## Biografía
Tras terminar sus estudios artísticos en 1971, se mudó a Milán. Dos años después ilustró, junto a Enrico Tronconi, una versión en historietas de la novela de Julio Verne De la Tierra a la Luna, guionizada por Roberto Catalano y publicada por la editorial Sole. En 1975 realizó unas historietas autoconclusivas para el semanario Adudax de Mondadori y, en 1977, breves cómics bélicos para Uomini e guerra de la editorial Dardo. Durante los años siguientes colaboró con otras editoriales como Ediperiodici, Edifumetto, Staff di If, Corrier Boy (principalmente Charlie Charleston, del que también escribe algunos guiones) o Universo (Intrepido). En 1981 empezó su trabajo como profesor en la "Scuola del Fumetto" (Escuela de Cómics) de Milán, que desarrolló hasta 1999.
En 1985 entró en el equipo de autores de la historieta de terror Dylan Dog de la editorial Bonelli, dibujando el episodio estreno titulado "L'alba dei morti viventi", que salió a la venta en Italia en octubre de 1986. Ha dibujado numerosos episodios de la serie regular y de las especiales hasta la actualidad, con un estilo expresivo inspirado en el arte del pintor Egon Schiele. En 1990 sustituyó a Claudio Villa en la ilustración de las portadas; siguió siendo el portadista hasta 2016. Con Tiziano Sclavi, creador de Dylan Dog, mantuvo una prolífica colaboración tan en proyectos relacionados con este personaje como en obras externas (como la realización de las portadas de las novelas de Sclavi publicadas por Camunia). En diciembre de 2012 fue publicado el número 315 de Dylan Dog, del que Stano no sólo fue el autor de la portada y de los dibujos, sino también el guionista.
En 1993 participó en la obra colectiva I volti segreti di Tex, publicada por Lo Scarabeo y dedicada al cómic wéstern Tex. En 2016 volvió a dibujar este personaje en el álbum especial "Painted desert", con guion de Mauro Boselli.